# Слакбашівська сільська рада
Слакба́шівська сільська рада (рос. Слакбашевский сельский совет) — муніципальне утворення у складі Белебеївського району Башкортостану, Росія. Адміністративний центр — село Слакбаш.

## Населення
Населення — 600 осіб (2019, 714 в 2010, 711 в 2002).

## Склад
До складу поселення входять такі населені пункти:
| Населений пункт     | Населення, осіб (2002) | Населення, осіб (2010) |
| ------------------- | ---------------------- | ---------------------- |
| Канаш, присілок     | 40                     | 44                     |
| Краснояр, присілок  | 88                     | 94                     |
| Слакбаш, село       | 550                    | 551                    |
| Чубукаран, присілок | 33                     | 25                     |